# Suaeda japonica
Suaeda japonica är en amarantväxtart som beskrevs av Tomitaro Makino. Suaeda japonica ingår i släktet saltörter, och familjen amarantväxter. Inga underarter finns listade i Catalogue of Life.